# Макнейр, Эвандер
Эвандер Макнейр (англ. Evander McNair; 15 апреля 1820 — 13 ноября 1902) — американский коммерсант и военный, участник Мексиканской войны, офицер армии  Конферерации, командир 4-го Арканзасского полка и впоследствии командир бригады в годы гражданской войны. Бригада Макнейра шла в авангарде наступления корпуса Лонгстрита во время сражения при Чикамоге. В этом бою Макнейр получил ранение и покинул полевую службу.

## Ранние годы
Эвандер Макнейр родился в Лоурел-Хилл, Северная Каролина, в семье выходцев из Шотландии. Его родителями были  Джон Макнейр и Нэнси Флетчер Макнейр, которые через год после рождения Эвандера переселились в миссисипский округ Симпсон. К 1842 году Макнейр уже занимался коммерческой деятельностью в Джексоне (Миссисипи).
Когда началась Мексиканская война, Макнейр вступил в роту Е 1-го Миссисипского винтовочного полка, которым командовал Джефферсон Дэвис. Он носил звание  "Ordnance sergeant", участвовал в сражении при Буэна-Виста и после сражения был отправлен в почётную отставку. После войны он вернулся в Миссисипи, но в 1856 году переехал в арканзасский округ Вашингтон, где снова занялся коммерцией.

## Гражданская война
Когда Арканзас вышел из состава Союза и началась Гражданская война, Макнейр набрал семь добровольческих рот, сформировал из них батальон и командовал им в сражении при Уильсонс-Крик в составе подразделения Бенжамина Маккаллоха. Вскоре батальон достиг размеров полка и 17 августа 1861 года был оформлен как 4-й Арканзасский пехотный полк. Макнейра избрали командиром этого полка. Он командовал им в сражении при Пи-Ридж, когда принял командование всей бригадой после смерти Маккаллоха и пленения его заместителя, Льюиса Хеберта. В конце лета 1862 года бригада Макнейра была присоединена к армии Эдминда Кирби Смита и участвовала в Кентуккийской кампании. Во время сражения при Ричмонде бригада Макнейра опрокинула правый фланг федеральной армии, чем способствовала разгрому противника. За заслуги при Ричмонде Макнейр получил звание бригадного генерала (датировано 4 ноября 1862 года).
Макнейр возглавил бригаду в дивизии Джона Маккоуна, которая 31 декабря 1862 года участвовала в сражении при Стоун-Ривер, имея следующий состав:
- 1-й Арканзасский винтовочный полк, полковник Роберт Харпер
- 2-й Арканзасский винтовочный полк, подполковник Джеймс Уильямсон
- 4-й Арканзасский пехотный полк, полковник Генри Банн
- 30-й Арканзасский пехотный полк, майор Джеймс Франклин
- 4-й Арканзасский батальон, майор Джессе Росс
- Батарея Хэмфриса, капитан Джон Хэмфрис

В мае 1863 года бригада Макнейра была присоединена к армии Джозефа Джонстона и участвовала в попытке деблокады осаждённого Виксберга.

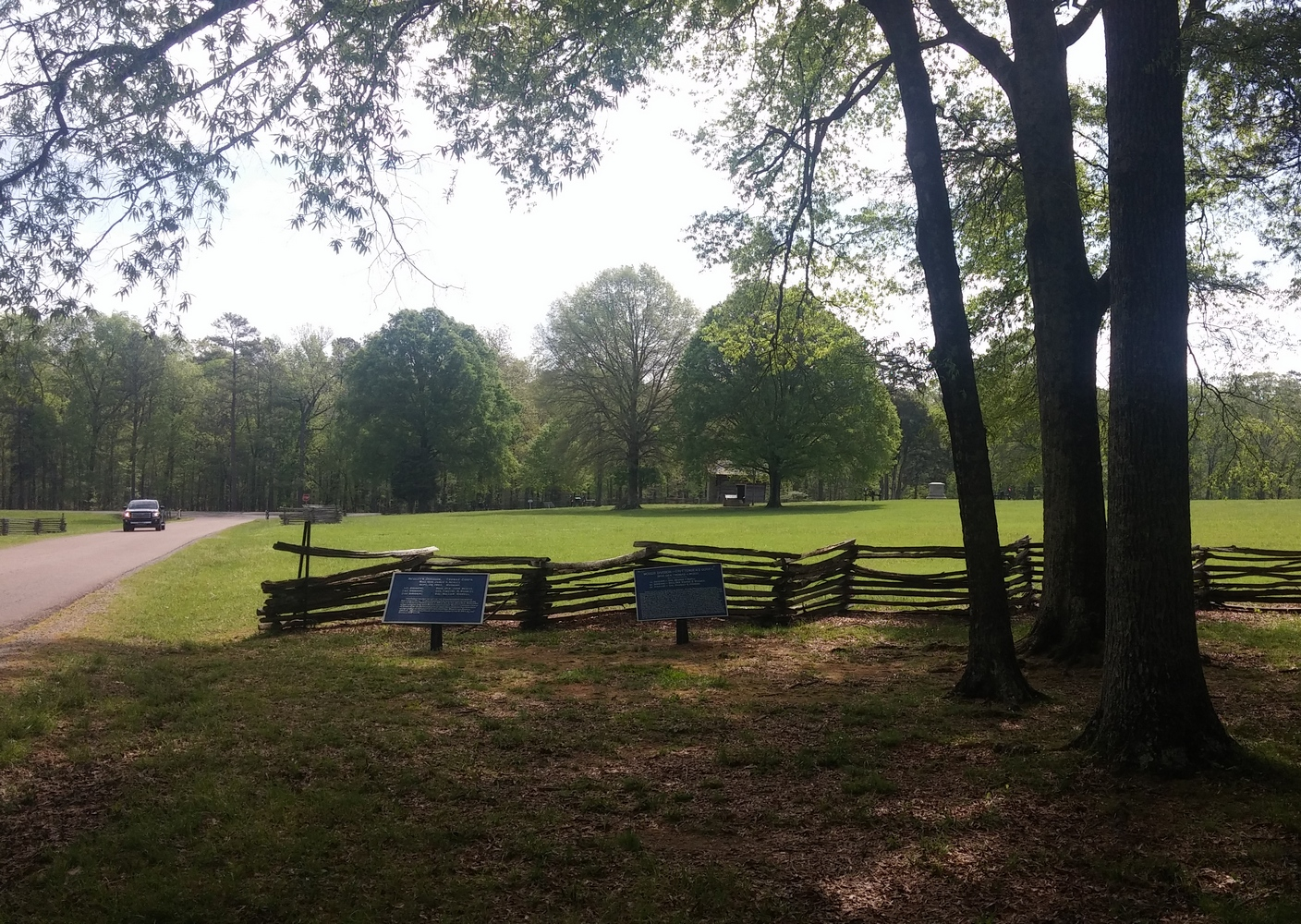
Бротертонское поле, участок наступления бригады Макнейра

В сентябре 1863 года бригада Макнейра стала частью дивизии Башрода Джонстона и участвовала в сражении при Чикамоге. 20 сентября дивизия Джонстона была поставлена в авангарде колонны из трёх дивизий, которой Лонгстрит намеревался проломить фронт противника. В 11:10 был отдан приказ атаковать, бригада вышла к Файетской дороге, обогнула с севера дом Бротертона и, наступая по обеим сторонам Диерской дороги вышли к правому флангу бригады Бьюэла, которая находилась на марше. «Моя маленькая бригада была как будто сметена с поля», вспоминал потом генерал Бьюэлл. Но вскоре бригада попала под залп 13-го Мичиганского полка и остановилась. Мичиганцы пошли в атаку и тогда Макнейр отступил за линию теннесийской бригады Сагга, которая отбросила мичиганцев. Бригада Макнейра продолжила наступление левее бригады Лоу-Перри, двигаясь через поле Диера к высоте Подкова, и в этот момент Макнейр был ранен осколком в бедро. Он сдал командование полковнику Роберту Харперу, но тот сразу же получил смертельное ранение и командование перешло к полковнику Дэвиду Колману.
Весной того года бригада некоторое время входила в состав дивизии Уокера, который был недоволен дисциплиной, и говорил, что это просто неорганизованная толпа, которую надо расформировать. Когда Уокер узнал о заслугах бригады при Чикамоге, он официально извинился перед Макнейром за свои прежние слова.
После сражения Макнейр и его бригады были отправлены в Миссисипи для восстановления сил. До конца войны Макнейр служил в Транс-Миссисипском департаменте, командуя бывшей бригадой Томаса Докери, вместо с которой он участвовал в Миссурийском рейде Стерлинга Прайса в 1864 году.

## Послевоенная деятельность
После окончания войны Макнейр, как генерал армии Конфедерации, был исключён из амнистии 29 мая 1865 года. Он обратился к президенту Эндрю Джонсону с просьбой индивидуальной амнистии. Эта амнистия ему была выдана 12 декабря 1865 года. Макнейр прожил некоторое время в Новом Орлеане, затем вернулся в Миссисипи. Он поселился в Магнолии и затем в Хэттисберге, где снова занялся коммерцией. В 1859 оду Макнейр женился на Ханне Мэррилл. Макнейр умер в Хэттисберге 13 ноября 1902 года и был похоронен рядом с женой на кладбище Магнолия-Семетери.

## Память
Бронзовый бюст Макнейра авторства Антона Шаафа был установлен в 1915 году в Виксберге, на Норт-Фронтаж-Роуд.